# GRN-Betreuungszentrum Weinheim
Das GRN-Betreuungszentrum Weinheim ist eine Pflegeeinrichtung in Weinheim, Rhein-Neckar-Kreis. Träger sind die Gesundheitszentren Rhein-Neckar (GRN).

## Geschichte
Die Kreispflegeanstalt Weinheim wurde 1885 als Einrichtung des badischen Landkreises Mannheim gegründet.
In den 1930er Jahren wurden durchschnittlich etwa 400 Patienten versorgt. Häufige Diagnosen waren Schizophrenie, „angeborener oder erworbener Schwachsinn“, Epilepsie, sowie altersbedingte körperliche Erkrankungen.

### Zeit des Nationalsozialismus
Im Jahr 1934 übernahm der Mediziner Heinz Bock die Leitung der Kreispflegeanstalt. Auf der Grundlage des Gesetzes zur Verhütung erbkranken Nachwuchses wurden an Patienten der Kreispflegeanstalt Zwangssterilisationen durchgeführt.
Zu Beginn des Zweiten Weltkrieges wurden die Patienten und das Personal der Kreispflegeanstalt für zwei Monate in das Kloster Gerlachsheim bei Lauda verlegt, um einem Reservelazarett Platz machen.
Etwa zeitgleich wurden die Patienten mit Meldebögen für die Aktion T4 erfasst. Am 15. Oktober 1940 wurden 66 Patienten in die Tötungsanstalt Grafeneck transportiert und ermordet. 36 männliche und 38 weibliche Patienten wurden am 26. März und am 2. April 1941 in die Anstalt Wiesloch gebracht, die als Zwischenanstalt diente. Von dort wurden 70 von ihnen am 30. April 1941 in die Tötungsanstalt Hadamar transportiert. Des Weiteren wurden mindestens acht weitere Weinheimer Patienten wurden über Sinsheim in die Tötungsanstalt Grafeneck und über Wiesloch nach Hadamar gebracht. Im Rahmen der „Aktion T4“ wurden insgesamt 144 Patienten der Kreispflegeanstalt Weinheim ermordet.
Die jüdischen Patienten wurden in die Vernichtung einbezogen. Von ihnen wurde einer in Grafeneck ermordet. Sechs wurden am 22. Oktober 1940 zusammen mit den badischen und saarpfälzischen Juden in das Lager Gurs in Südfrankreich deportiert – vier von ihnen kamen in Gurs um, eine Patientin wurde in Auschwitz ermordet, ein Schicksal bleibt unbekannt.
Im Oktober 1943 wurden insgesamt 224 Patienten in andere badische Kreispflegeanstalten verlegt. Das Haus diente als ein Ausweichkrankenhaus des Städtischen Klinikums Mannheim.

### Nachkriegszeit
Zum 75-jährigen Jubiläum der Einrichtung 1960 wurde eine Festschrift verfasst.

## Einrichtung
Heute werden in der Einrichtung Patienten mit Bedarf an vollstationärer Dauerpflege gemäß § 72 SGB XI und Menschen mit Behinderungen gemäß §§ 53-60 SGB XII (Eingliederungshilfe) betreut. Es gibt 124 Plätze.
Die Einrichtung hat sich den Prinzipien der Pflege-Charta verpflichtet.